# Чувашково
Чувашково (чув.Чăвашел) — село в Красноуфимском округе Свердловской области. Входило в состав Чувашковского сельского совета.

## География
Чувашково расположено на левом берегу реки Зюрзи (чув.Çерçи - Воробьинная), в 10 километрах на северо-восток от административного центра округа и района — города Красноуфимска.

### Часовой пояс
Чувашково как и вся Свердловская область, находится в часовой зоне МСК+2. Смещение применяемого времени относительно UTC составляет +5:00.

## История
Основано переселенцами из Чувашской Республики.

## Население
| 2002 | 2010 | 2021 |
| ---- | ---- | ---- |
| 519  | ↘488 | ↘404 |

## Улицы
В селе шесть улиц: Заречная, Луговая, Набережная, Советская, Студенческая и Школьная.